# Mihail Frunze
Mihail Vasilievici Frunze (în limba rusă Михаил Васильевич Фрунзе), ortografiat și Mihail Frunză (n. 21 ianuarie/2 februarie 1885, Pișpek, Imperiul Rus – d. 31 octombrie 1925, Moscova, RSFS Rusă, URSS) a fost un lider bolșevic în timpul Revoluției Ruse din 1917, comisar politic, comandant militar important al Armatei Roșii, ambasador în Turcia, membru în Comitetul Central al Partidului Comunist al Uniunii Sovietice, membru în Biroul politic al Comitetului Central al PCUS, președintele Sovietului Militar Revoluționar (adică Ministrul Apărării).
S-a născut la Bișkek (pe atunci mică garnizoană militară a Imperiul Rus, azi capitala Kârgâzstanului), tatăl său fiind de origine română, iar mama rusoaică. Între 1926 și 1991 orașul său natal s-a numit Frunze, în cinstea rolului important jucat de el în revoluția bolșevică din Rusia, iar Academia Forțelor Armate ale Federației Ruse s-a numit, până în 1998, când a fost unificată cu Academia Malinovski, Academia Militară. M.V. Frunze (în rusă Военная академия им. М. В. Фрунзе).

## Viața și activitatea politică
Mihail Frunze provenea dintr-o familie mixtă, tatăl fiind moldovean din Gubernia Herson, paramedic militar, mama fiind de etnie rusă ce provenea dintr-o familie de țărani din Gubernia Voronej.
Și-a început studiile la Verniy (acum Almatî), iar în 1904 s-a înscris la Universitatea Politehnică din Sankt Petersburg.
La cel de-al doilea Congres al Partidului Social-Democrat al Muncii din Rusia de la Londra (1903) a avut loc o ruptură pe plan ideologic între Vladimir Ilici Lenin și Iulius Martov, cei doi lideri principali ai partidului. Martov susținea necesitatea unui partid mare de activiști, în timp ce Lenin voia un mic grup de revoluționari profesioniști cu un grup mare de simpatizanți. 
Frunze a fost de partea majorității numiți bolșevici, (spre deosebire de minoritatea lui Martov, menșevicii).
La doi ani de la cel de-al doilea Congres, Frunze a devenit un lider important în Revoluția rusă din 1905 conducând grevele lucrătorilor textiliști din Shuya și Ivanovo. După finalul dezastruos al mișcării, Frunze a fost arestat în 1907 și condamnat la moarte, stând mai multe luni în așteptarea execuției. 
Dar mai târziu a fost grațiat și condamnarea sa a fost comutată la muncă silnică pe viață. După zece ani în închisorile din Siberia, Frunze a fugit la Cita, unde a devenit redactor al ziarului săptămânal bolșevic numit Vostochnoe Obozrenie.
În timpul Revoluției din Februarie, care a precedat, Revoluția din Octombrie (1917), Frunze conducea miliția civilă din Minsk înainte ca el să fie ales președinte al sovietului din Belarus. Mai târziu a venit la Moscova și a condus o forță armată a muncitorilor care ajutau la luptele pentru controlarea orașului.
După preluarea puterii din Octombrie 1917, Frunze a devenit comisarul politic al provinciei Voznesensk.
În primele zile ale Războiului civil Rus, a fost numit șef al Grupului de Armate Sud. După ce armata lui Frunze a învins armata albilor condusă de amiralul Aleksandr Kolceak în Omsk, Leon Troțki, conducătorul Armatei Roșii, i-a dat comanda Frontului de Est.  Frunze a plecat să elibereze Turkestanul de insurgenții basmachi și de trupele albilor. A capturat Khiva în februarie și Buhara în septembrie.
În noiembrie 1920, Frunze a recucerit Crimeea și a reușit să împingă generalul albilor,  Piotr Vranghel și trupele acestuia afară din Rusia. A condus de asemenea în calitate de comandant a frontului de sud, distrugerea mișcării anarhistului Nestor Mahno din Ucraina și a naționalistului ucrainean Simon Petliura.
În decembrie 1921, Frunze a vizitat, ca ambasador al Republicii Sovietice Socialiste Ucrainene, Ankara în timpul Războiului de Independență al Turciei și a consolidat relațiile turco-sovietice.
Mustafa Kemal Ataturk l-a considerat ca un aliat și prieten, pentru care și azi se află un monument ridicat lui Frunze în Istanbul, Piața Taksim.
În 1921 a fost ales în Comitetul Central al Partidului Rus Bolșevic, la 2 iunie 1924 a devenit membru candidat al Politburo iar în ianuarie 1925, a devenit Președinte al Consiliului Militar Revoluționar. Suportul lui Frunze pentru  Grigori Zinoviev l-a pus în conflict cu Iosif Stalin, unul din oponenții lui Zinoviev, cu care au fost anterior în condiții amiabile, din cauză că pe vremea aceea Stalin afișa respect față de colegii lui revoluționari și foști prizonieri din "vechea gardă".

## Moartea lui Mihail Frunze
Frunze era considerat de către liderii comuniști ca posedând o vedere foarte creativă și aproape neortodoxă în probleme de punere în aplicare a teoriei revoluționare și în politică. El a câștigat respectul și admirația camarazilor lui datorită executării fără teamă și cu succes a obiectivelor militare complicate și rezistenței lui în perioada când Partidul Comunist a fost scos în afara legii.
Mihail Frunze era considerat drept un potențial succesor al lui Lenin, din cauza cunoștințelor sale atât în materie teoretică cât și în aplicarea lor practică, realizând progrese pentru Partidului Comunist; de asemenea era apreciată și aparenta sa lipsă de ambiție personală care să fie divergentă față politica Partidului.
Frunze suferea de ulcer gastric, și cu toate că a fost sfătuit să se supună unei intervenții chirurgicale, el a ales metode de tratament mai conservatoare. A fost spitalizat în 1925, după o criză severă de ulcer, și, la presiunile lui Stalin și Anastas Mikoian a fost operat. În timpul operației a fost otrăvit cu cloroform, cu toate că operația era considerat una de „rutină”, i s-a administrat o doză de șapte ori mai mare decât cantitatea normală de cloroform ce se folosea pentru anestezie. Se speculează că ar fi fost otrăvit de Stalin, dar nu există dovezi în acest sens.

## Vezi și
- Academia Militară Frunze